# NepaliSat-1
NepaliSat-1, conosciuto anche come Bird NPL, è stato il primo satellite del Nepal. 
Il satellite, del tipo CubeSat, è stato realizzato da due studenti di ingegneria nepalesi in collaborazione con il Kyushu Institute of Technology nell'ambito del progetto Birds. Il lancio è stato effettuato il 17 aprile 2019 dal Mid-Atlantic Regional Spaceport con un razzo vettore Antares. NepaliSat-1 è stato posto a bordo del veicolo Cygnus NG-11 insieme ad altri microsatelliti e trasferito alla Stazione Spaziale Internazionale, da cui è stato collocato in orbita terrestre bassa il 17 giugno 2019.
Il satellite è stato destinato all'osservazione terrestre sotto il controllo della Nepal Academy of Science e Technology. Era equipaggiato con una telecamera per riprendere immagini del Nepal allo scopo di migliorare le conoscenze geografiche sul Paese ed un magnetometro per effettuare misurazioni sul campo magnetico terrestre.
NepaliSat-1 è rientrato nell’atmosfera terrestre il 3 ottobre 2021.